# کیله‌سفید (ثلاث باباجانی)
کیله‌سفید (ثلاث باباجانی)، روستایی از توابع بخش ازگله شهرستان ثلاث باباجانی در استان کرمانشاه ایران است.

## جمعیت
این روستا در دهستان جیگران قرار دارد و براساس سرشماری مرکز آمار ایران در سال ۱۳۸۵، جمعیت آن ۱۴۹ نفر (۳۴خانوار) بوده‌است.